# Rex White

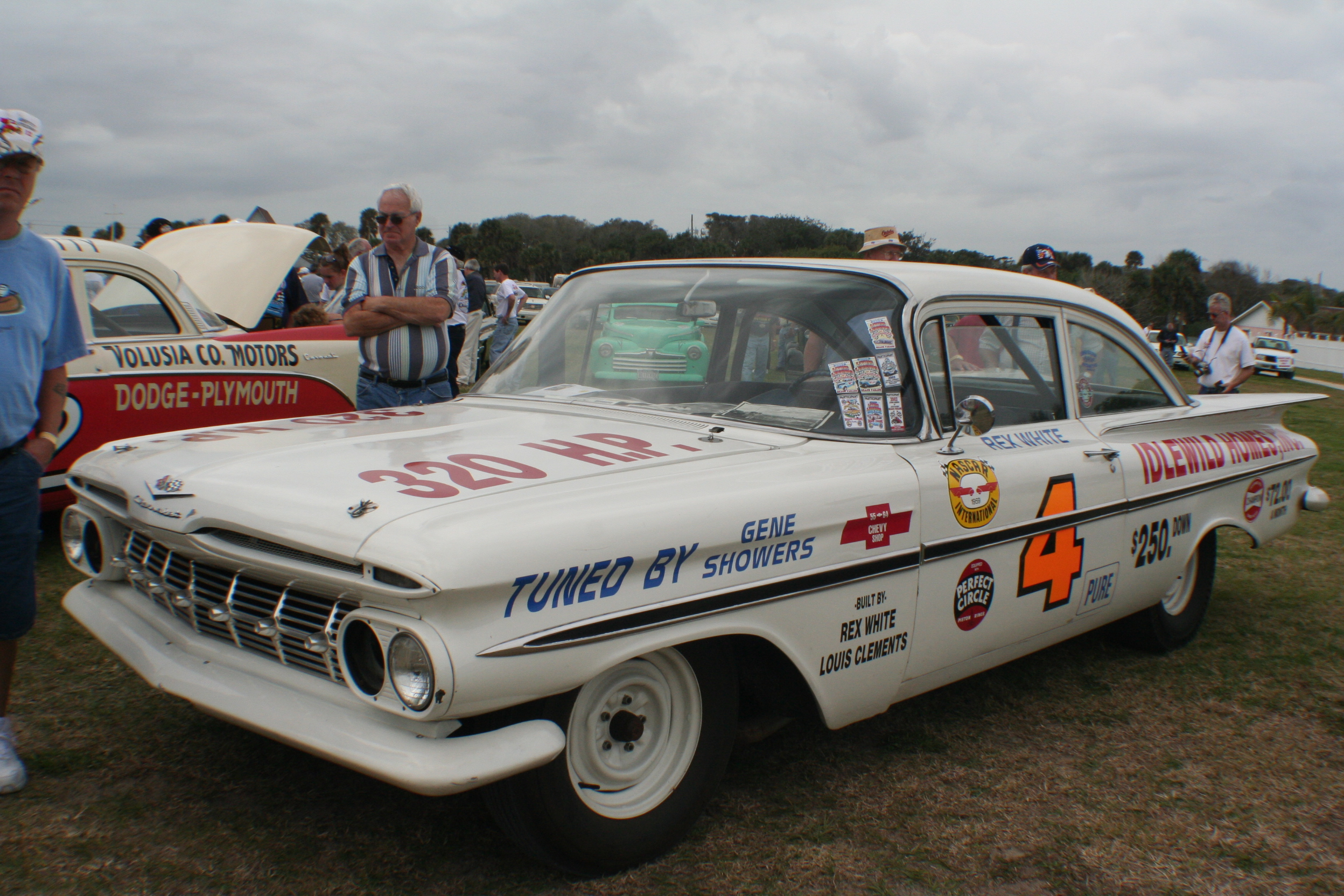
Rex Whites Chevrolet 1959

Rex White (* 17. August 1929 in Spartanburg, South Carolina; † 18. Juli 2025 in Taylorsville, North Carolina) war ein US-amerikanischer NASCAR-Rennfahrer und Meister.

## Karriere
White begann mit dem Motorrennsport im Jahre 1956 und erreichte gleich in seiner ersten Saison 14 Top-10-Ergebnisse, darunter drei unter den Top-5. Auch erfuhr er sich in dieser Saison seine erste Pole-Position. Nachdem er in der Saison 1957 nur bei neun von insgesamt 53 Rennen an den Start ging, siegte White in der Saison 1958 bei zwei der 22 Rennen, an denen er teilnahm. In der Saison 1959 konnte er fünf Siege bei 23 Starts erzielen. Whites großes Jahr kam 1960, als er an 40 von insgesamt 44 Rennen teilnahm, sechs davon gewinnen konnte und sich die Meisterschaft in der Grand-National-Serie sicherte. In der darauffolgenden Saison 1961 gewann er sieben Mal, für den erneuten Gewinn der Meisterschaft reichte dies allerdings nicht und White wurde Zweiter hinter Ned Jarrett. In der Saison 1962 gewann er sogar acht Mal, wurde aber nur Fünfter im Rennen um die Meisterschaft. In Whites beiden letzten aktiven Jahren 1963 und 1964 konnte er kein Rennen mehr gewinnen. Nach seinem Rücktritt am Ende der Saison 1964 hatte White von 233 Rennen 28 gewonnen und erreichte 36 Pole-Positionen.